# ダンス・ウィズ・ミー・トゥナイト
「ダンス・ウィズ・ミー・トゥナイト」(Dance with Me Tonight)は、オリー・マーズの楽曲。

## 概要
- 本曲は2枚目のスタジオ・アルバム『イン・ケース・ユー・ディドゥント・ノウ』から2枚目のシングルとしてリリースされた。
- 全英シングルチャートでは2週連続2位を記録したのち、自身3作目となる首位を獲得。
- 全米では『ライト・プレイス・ライト・タイム』からのシングルとして2013年にリリースが行われた。

## 収録曲
CDシングル
1. Dance With Me Tonight
2. Baby Blue Eyes